# Бад-Зауербрунн
Бад-Зауербрунн (нім. Bad Sauerbrunn) — політична громада та курорт в Австрії, у федеральній землі Бургенланд. Громада налічує 2172 мешканця. Густота населення 255,53 осіб/км². Офіційний код — 1 06 11.

## Політична ситуація
Бургомістр громади — Герхард Хуттер (LIBS) за результатами виборів 2007 року.
Рада представників громади (нім. Gemeinderat) складається з 21 місця:
- 13 місць - LIBS;
- 5 місць - СДПА;
- 3 місця - АНП.